# 不眠的真珠
《不眠的真珠》為石田衣良創作的長篇小說，第13屆島清戀愛文學賞得獎作。
吉田真由美將其漫畫化，並於女性Seven中連載。2015年黑谷友香主演配信連續劇。2017年讀賣電視台將其連續劇化，並由藤原紀香主演。

## 電視劇（2015年）
2015年4月22日開始於NTT DOCOMO的配信服務dTV播放，全4集。

### 登場人物（2015年）
- 内田咲世子 - 黑谷友香
- 德永素樹 - 中村蒼
- 福崎亞由美 - 吉岡里帆
- 三宅卓治 - 井浦新
- 椎名諾亞 - 大政絢
- 椎名清太郎 - 若葉龍也

### 製作團隊（2015年）
- 原作 - 石田衣良 『不眠的真珠』（新潮文庫）
- 監製 - 廣木隆一（日语：廣木隆一）
- 劇本 - 黑澤久子（日语：黒沢久子）
- 主題歌 - lecca（日语：lecca） 「君にしかないもの」
- 音樂 - 高橋海
- 美術監督 - 相馬直樹
- 美術製作 - 福樂（日语：オフィスハラ）
- 製作者 - 柳崎芳夫
- 總合製作人 - 谷口達彦
- 製作人 - 石田成一、鳥澤晋
- 導演 - 杉野剛
- 協力著作人 - 楠本直樹
- 企劃 - Laid back films
- 製作商 - PIPELINE
- 製作原作 - BeeTV

## 電視劇（2017年）
讀賣電視台於2017年12月連續劇化，並於週四連續劇F播出。全2集。

### 登場人物（2017年）

#### 主要人物
- 内田咲世子 - 藤原紀香（香港配音：黃麗芳）
- 德永素樹 - 鈴木伸之（香港配音：關令翹）

#### 其他
- 福崎亞由美 - 水澤惠麗奈（香港配音：廖杏茵）
- 椎名諾亞 - 佐野日向子（香港配音：成瑤孆）
- 中原町枝 - 朝加真由美（日语：朝加真由美）（香港配音：雷碧娜）
- 三宅卓治 - 升毅（日语：升毅）（香港配音：招世亮）

### 製作團隊（2017年）
- 原作 - 石田衣良 『不眠的真珠』（新潮文庫）
- 主題歌 - TOC 「I'll Light You」 (Universal J)
- 脚本 - 川崎泉
- 演出 - 國本雅廣（日语：国本雅広）
- 銅版畫監修 - 林明日美
- 銅版畫作品提供 - 結城泰介
- 攝影協助 - 南房總市觀光部門、南房總攝影服務
- 技術協助 - FORTUNE.,CO.LTD（日语：フォーチュン (テレビ技術会社)）
- 美術協助 - BEENS
- 照明協助 - K COMPANY（日语：Kカンパニー）
- 音響效果 - ACS Inc.（日语：アックス (会社)）
- 後期製作 - BEAGLE. CORPORATION（日语：ビーグル (ポストプロダクション)）、VIDEO FOCUS（日语：ビデオフォーカス）
- 總合製作人 - 前西和成
- 製作人 - 中間利彦、中山喬詞、宮川晶
- 製作協助 - K FACTORY（日语：ケイファクトリー）
- 製作原作 - 讀賣電視台

## 外部連結
- 不眠的真珠特集 （页面存档备份，存于）
- 《不眠的真珠》 - 讀賣電視台官方網站 （页面存档备份，存于）

## 節目的變遷
| 日本 讀賣電視台 讀賣電視台週四連續劇 | 日本 讀賣電視台 讀賣電視台週四連續劇                   | 日本 讀賣電視台 讀賣電視台週四連續劇 |
| ------------------------------------ | ------------------------------------------------------ | ------------------------------------ |
|                                      | 不眠的真珠 （2017.12.21 - 2017.12.28）                 |                                      |
| 黑色復仇 （2017.10.05 - 2017.12.08） | Repeat～改變命運的10個月～ （2018.01.11 - 2018.03.15） |                                      |

| 香港 無綫電視J2 星期日23:05 - 00:05     | 香港 無綫電視J2 星期日23:05 - 00:05    | 香港 無綫電視J2 星期日23:05 - 00:05 |
| --------------------------------------- | -------------------------------------- | ----------------------------------- |
|                                         | 不眠的真珠 （2018.04.29 - 2018.05.06） |                                     |
| 0.1無罪真相 （2018.02.25 - 2018.04.22） | 孤獨的美食家5特別篇 （2018.05.13）     |                                     |